# Russisch Roulette

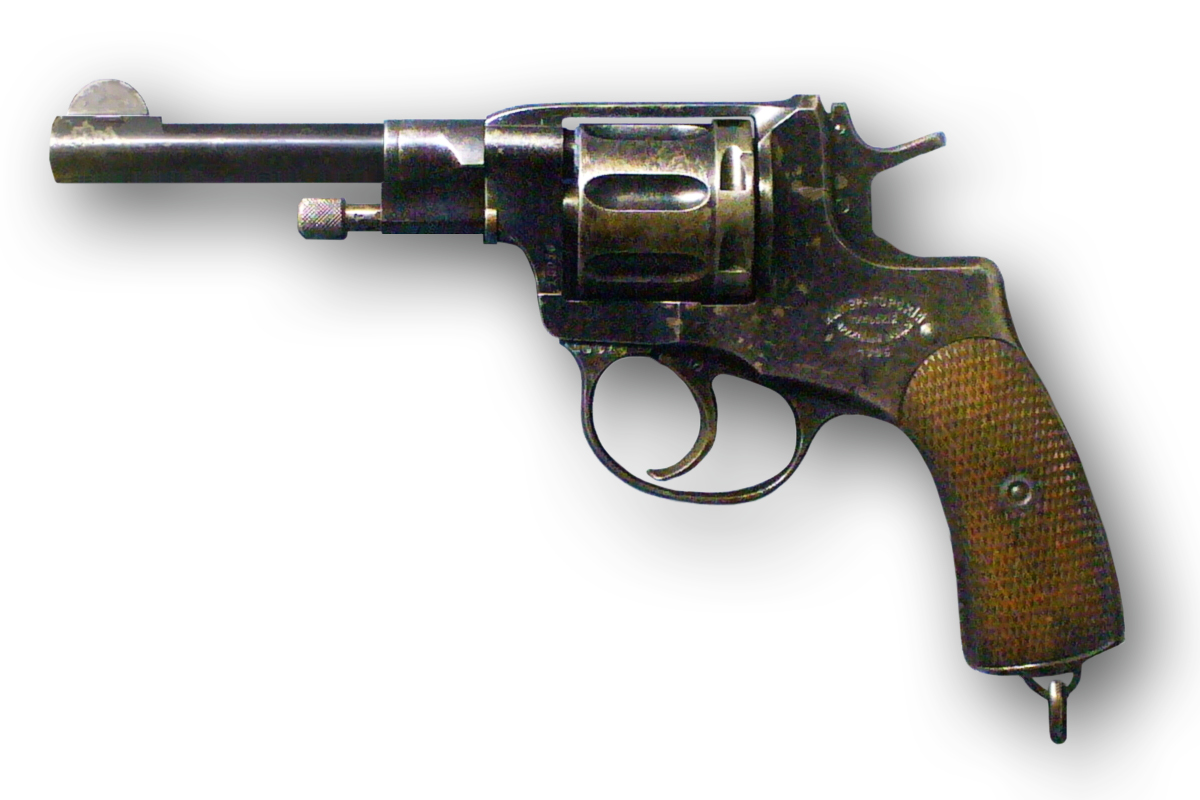
Russischer Nagant M1895

Russisch Roulette (auch: russisches Roulette) ist ein potenziell tödliches Glücksspiel, das mit einem Revolver gespielt wird. Die Trommel des Revolvers, in der sich nur eine Patrone befindet, wird so gedreht, dass die Position der Patrone den Beteiligten unbekannt ist. Der Spieler hält nun den Revolver an seine Schläfe und betätigt den Abzug. Je nach aktueller Position der Patrone kann dabei ein Schuss ausgelöst werden, was normalerweise zum Tod des Spielers führt. Bei mehreren Teilnehmern wird derselbe Revolver entweder so lange reihum gegeben, bis der Schuss fällt, oder man begrenzt das Spiel auf eine bestimmte Anzahl von Versuchen, wobei die Trommel vor jedem Versuch neu gedreht wird.
Bedingt durch die Funktionsweise kann russisches Roulette grundsätzlich nur mit einem Revolver praktiziert werden. Die Benutzung einschüssiger Pistolen oder Selbstladewaffen mit Munitionszuführung über ein Magazin führt unweigerlich zum Auslösen eines Schusses.

## Geschichte
Als erste bekannte Erwähnung des Begriffes gilt die 1937 im amerikanischen Wochenmagazin Collier’s erschienene Kurzgeschichte Russian Roulette des Schweizers Georges Surdez, in der russisches Roulette den Soldaten der russischen Armee im Ersten Weltkrieg zugeschrieben wird; es gibt jedoch keine Belege dafür, dass Armeeangehörige im Zarenreich tatsächlich russisches Roulette gespielt haben.
Später spielte russisches Roulette auch in anderen fiktionalen Werken eine Rolle, etwa 1948 im amerikanischen Film Die Ungetreue; und bald wurde der Begriff auch im übertragenen Sinn gebraucht. So betitelte Rainer Werner Fassbinder 1976 einen seiner Filme, in dem es um gegenseitige Bloßstellung geht, Chinesisches Roulette. Seit Mitte des 20. Jahrhunderts sind immer wieder einzelne Todesfälle durch russisches Roulette bekannt geworden. So tötete beispielsweise am 17. Oktober 2004 ein französischer Polizeibeamter einen Kollegen beim russischen Roulette mit einem Kopfschuss.
Die erzwungene Teilnahme an einem russischen Roulette, im Sinne der Steigerung der Wirkung einer Scheinerschießung, als Foltervariante ist bekannt und wurde zum Beispiel ab 1973 in Chile (siehe Valech-Kommission) eingesetzt.

## Bekannte Spieler
Bei jedem der hier aufgeführten ist die Teilnahme am Spiel entweder behauptet, vermutet oder nur mit manipulierten Revolvern bestätigt.
- Der englische Schriftsteller Graham Greene (1904–1991) gab an, als Jugendlicher gelegentlich russisches Roulette gespielt zu haben,[5] was in einer Biografie jedoch angezweifelt wird.[6]
- Der Schauspieler Jon-Erik Hexum kam 1984 bei Dreharbeiten ums Leben. Es wird gemutmaßt, dass er mit einer Platzpatrone russisches Roulette gespielt habe. Die genauen Umstände seines Todes sind jedoch nicht geklärt.
- Vermutlich kam auch der argentinische Cuartetosänger Walter Olmos 2002 im Kokainrausch bei einem Russisch-Roulette-Spiel ums Leben.
- Der australische Verbrecher und Schriftsteller Mark Brandon „Chopper“ Read beschreibt in seinen Biografien seine persönlichen Erfahrungen und seine Gewinnstrategien, bestehend aus Psychologie (Zitat: „Niemand will russisches Roulette mit einem Irren spielen“) und Manipulation mit einem gut ausgewogenen Revolver, mit dem er die Wahrscheinlichkeit der Auslösung eines Schusses auf 1:19 verbesserte.

## Wahrscheinlichkeiten

### Allgemeines
Die Wahrscheinlichkeit eines Ereignisses ist die Anzahl der Ausgänge mit günstigem Ergebnis (hier: Kammer mit Patrone wird getroffen, Schuss wird ausgelöst) geteilt durch die Anzahl aller möglichen Ergebnisse (hier: irgendeine Kammer wird getroffen). Die Chance (englisch „Odds“) hingegen ist der Quotient aus der Anzahl der günstigen zur Anzahl der ungünstigen Ergebnisse.
Das Einrechnen der Wahrscheinlichkeit eines Zündversagens einer Patrone kann aufgrund der geringen Wahrscheinlichkeit vernachlässigt werden, d. h. durch moderne Produktionsverfahren ist diese Wahrscheinlichkeit gegen null gesunken.
In der Risikoethik wird das russische Roulette als Beispiel (abgeleitet von einem Beispiel von Judith Thomson) für die Plausibilität von Schwellenwerten anhand verschiedener Wahrscheinlichkeiten genannt.

### Spielvariante ohne erneutes Drehen
Bei einem klassischen sechsschüssigen Revolver mit einer Patrone und ohne erneutes Drehen der Trommel ändert sich die Wahrscheinlichkeit, beim Abzug auf eine Patrone zu treffen, je nachdem, wie viele Schüsse bereits abgegeben wurden. Der erste Spieler hat eine Wahrscheinlichkeit von 1/6 (ca. 16,7 %). Falls er nicht trifft, steigt die Wahrscheinlichkeit für den nächsten Spieler auf 1/5 und erhöht sich weiter mit jedem Fehlschuss, da immer weniger leere Kammern übrig bleiben.
Beim ersten Spieler gibt es eine Patrone in sechs möglichen Kammern. Die Wahrscheinlichkeit eines Schusses liegt also bei {\displaystyle {\tfrac {1}{6}}}. Beim zweiten Spieler gibt es eine Patrone in nur noch fünf möglichen Kammern. Die Wahrscheinlichkeit eines Schusses steigt bei diesem einzeln betrachteten Ereignis also auf {\displaystyle {\tfrac {1}{5}}} (20 %), beim dritten Spieler dann auf {\displaystyle {\tfrac {1}{4}}} (25 %) und beim sechsten und letzten Spieler dann schließlich auf {\displaystyle {\tfrac {1}{1}}} (100 %).
Spielen sechs Personen (oder zwei Personen drei Runden) ergibt sich daraus, dass mit absoluter Sicherheit eine dieser Personen auf die beschickte Kammer stoßen wird. Haben bereits fünf Glück gehabt, weiß der Letzte, dass in der nächsten Kammer eine Patrone steckt. Dies ist natürlich ein hoher Anreiz, die Regeln des Spiels zu brechen und etwa die Waffe auf die anderen zu richten, aus der nun immerhin mit Sicherheit ein Schuss abgefeuert werden kann. Dies wiederum stellt den Vorletzten vor das Dilemma, entweder die Waffe weiterzugeben und damit den Regelbruch des Letzten zu riskieren oder selbst die Regeln zu brechen, die Waffe nicht weiterzugeben und eventuell auf den Letzten abzufeuern. Im Film Die durch die Hölle gehen (1978) nutzen die Gefangenen diesen Umstand zur Flucht: Im Revolver stecken drei Patronen; als sich beim zweiten Betätigen kein Schuss löst, weiß der Protagonist, dass er nun drei Schüsse mit maximal vier Betätigungen abfeuern kann, und tötet so die Wachen.

### Spielvariante mit erneutem Drehen
Wenn vor jedem Betätigen die Trommel neu gedreht wird, ist die Wahrscheinlichkeit beim Betätigen des Abzugs zwar für jeden gleich {\displaystyle {\tfrac {1}{6}}\approx 16{,}7\,\%}, jedoch sind die Wahrscheinlichkeiten vor dem Betätigen des Abzugs nicht gleich: Für den Zweiten ergibt sich eine Gesamtwahrscheinlichkeit aus der Wahrscheinlichkeit, dass der Erste eine leere Kammer hat (also {\displaystyle {\tfrac {5}{6}}}) multipliziert mit der Wahrscheinlichkeit beim Betätigen des Abzugs, also {\displaystyle {\tfrac {5}{6}}\cdot {\tfrac {1}{6}}={\tfrac {5}{36}}\approx 13{,}9\,\%}. Für den Dritten ergibt sich die Gesamtwahrscheinlichkeit daraus, dass beide vor ihm eine leere Kammer haben müssen, mal der Wahrscheinlichkeit beim Betätigen des Abzugs, also {\displaystyle {\tfrac {5}{6}}\cdot {\tfrac {5}{6}}\cdot {\tfrac {1}{6}}={\tfrac {25}{216}}\approx 11{,}6\,\%}. Für den Sechsten hat sich die Gesamtwahrscheinlichkeit dann schon auf {\displaystyle ({\tfrac {5}{6}})^{5}\cdot {\tfrac {1}{6}}\approx 6{,}7\,\%} reduziert. Allgemein ist die Wahrscheinlichkeit für den n-ten Spieler: {\displaystyle ({\tfrac {5}{6}})^{n-1}\cdot {\tfrac {1}{6}}.}
Bei dieser Spielvariante spielt also die Reihenfolge eine Rolle: Man erhöht seine Gewinnchancen, wenn man möglichst spät an der Reihe ist. Auch liegt hier die Wahrscheinlichkeit, dass sich in sechs Runden mindestens ein Schuss löst, nur bei {\displaystyle 1-({\tfrac {5}{6}})^{6}\approx 66{,}5\,\%} (im Gegensatz zu 100 % bei obiger Variante mit nur einmaligem Drehen).
Es ist also keineswegs unerheblich, welche Spielvariante man wählt.

### Hybridvariante
Bei der Hybridvariante werden die Variante mit erneutem Drehen mit der Variante ohne erneutem Drehen kombiniert, um so die Vorteile beider Varianten zu nutzen und ihre jeweiligen Nachteile auszumerzen. Die Hybridvariante kann maximal von n-1 Spielern gespielt werden (n=Kammern des Revolvers). Jeder Spieler drückt einmal ab, dann wird die Kammer neu gedreht. Beispiel für 2 Spieler: 1. Spieler betätigt den Abzug, falls er überlebt, betätigt der 2. Spieler den Abzug, danach wird die Trommel neu gedreht usw. Daraus ergibt sich eine genau gleiche Wahrscheinlichkeit für beide Spieler einen Schuss auszulösen (immer nur direkt nach dem Drehen der Trommel), trotzdem hat der letzte Spieler immer noch die Möglichkeit zu überleben und ist so insbesondere bei der Zweispielervariante nicht versucht zu betrügen. Die Wahrscheinlichkeit, dass sich in der Kammer die Patrone befindet beträgt jeweils {\displaystyle {\tfrac {1}{6}}} für alle Kammern (bei 6 Kammern, bevor der erste Spieler gedrückt hat).

## Manipulationsmöglichkeiten
Eine Manipulation ist durchaus möglich, und es gibt vom Menschen beeinflussbare Faktoren. Die Position kann durch die gewählte Anfangsposition der Patrone im Patronenrevolver, das unter Umständen spürbare Gewicht der Patrone, den Zeitraum der Drehung bei eingeübter Drehgeschwindigkeit und die räumliche Ausrichtung der Trommel beeinflusst werden.
Bei einigen Revolvern ist bauartbedingt die Position der Patrone beim Drehen der Trommel durchaus zu erkennen, diese könnte gezielt eingerastet werden. Insbesondere bei Kipplaufmodellen, bei denen der Revolver aufgeklappt wird, und bei ausschwenkbaren Trommeln, die ein gleichzeitiges mehrfaches Laden möglich machen, sollte die Manipulation durch eine optische Kontrolle möglich sein. Selbst wenn die Patrone selbst nicht sichtbar ist, so kann möglicherweise ihre Position durch scheinbare Kratzer oder Ähnliches auf der Trommel nachverfolgt werden. Auch ist es möglich, dass das Rastmoment der einzelnen Kammern unterschiedlich ist, sodass sich die Wahrscheinlichkeit nicht auf alle Kammern gleichmäßig verteilt.
Als Betrugsmanöver wäre es denkbar, dass eine unscharfe Patrone eingesetzt wird oder durch einen geschickten fingerfertigen Taschenspielertrick gar keine Patrone eingesetzt wird und hinterher trotzdem präsentiert werden kann. Aus diesem Grund wird – wie auch in einigen Filmen gezeigt – nach dem ersten Abdrücken die Waffe als Beweis erneut so lange betätigt, bis sich der Schuss, diesmal für Personen unschädlich, löst. Allerdings ist auch hier eine Täuschung durch die Verwendung eines manipulierten Revolvers möglich, bei dem das Durchschlagen des Bolzens nach Bedarf verhindert werden kann; ein technischer Trick, der dem Magier Harry Houdini zugeschrieben wird.
Der englische Illusionist Derren Brown treibt die Manipulation so weit, dass er scheinbar die Gedanken eines Freiwilligen liest, um schließlich genau zu wissen, in welche Kammer dieser die Patrone gesteckt hat. Manipulationsversuche mit Platzpatronen bergen erhebliche Gefahren, da ein aufgesetzter Schuss an der empfindlichen Schläfe schwere Verletzungen zur Folge haben kann.

## Film-, Musik und Literaturzitate und Kunst
- Im 1840 erschienenen Roman Ein Held unserer Zeit von Michail Lermontow (Buch 4, Der Fatalist) geht der serbische Leutnant Vulich in einem Feldlager nach einer Diskussion über die Vorherbestimmtheit des Schicksals eine Wette ein, ob eine wahllos herausgegriffene Pistole geladen sei oder nicht, und feuert sie zum Test gegen seine Schläfe ab. Vulich gewinnt, ein zweiter Versuch mit derselben Pistole kurz danach zeigt aber, dass sie eigentlich scharf war – die Kugel landet in der Wand. Im Roman wird das Verhalten als exzentrisch empfunden, von einer in russischen Offizierskreisen verbreiteten Sitte ist nicht die Rede.
- Im mexikanischen Spielfilm El Topo (1970) wird Russisch Roulette als religiöser Kult im Sinne eines Gottesbeweises benutzt, was mit dem Tod eines kleinen Jungen endet.
- Im US-Film Die durch die Hölle gehen (1978) werden in mehreren Szenen derartige Spiele gezeigt. Die Soldaten des Vietkong zwingen die gefangenen US-Amerikaner zu spielen und setzen Geld. So wird das lebensgefährliche Spiel als Folterung eingesetzt. Bei einem der beteiligten US-Amerikaner führt dies zu einer Traumatisierung. Deshalb kehrt er nach der Flucht nicht in die Heimat zurück, sondern wird Profispieler in Saigon. Zuschauer wetten Geld auf den Tod oder das Überleben der Spieler, die im Duell gegeneinander antreten. Eine Besonderheit im Film ist es, dass die Überlebenswahrscheinlichkeit des Spielers durch den Einsatz mehrerer Kugeln in der Trommel drastisch gesenkt wird.
- Der Song My Last Words (1986) von der US-Metal-Band Megadeth handelt von einem Menschen, der Russisch Roulette spielt und dabei realisiert, dass dies womöglich seine letzte Tat sein wird.
- Im spanisch-peruanischen Film Die Schlucht der Wölfe (OT: La Boca del Lobo) (1988) dient Russisch Roulette als Showdown am Ende des Films.
- In der neuseeländischen Filmkomödie Meet the Feebles (1989) wird die Russisch-Roulette-Darstellung aus dem US-Film Die durch die Hölle gehen (1978) persifliert.
- Im US-amerikanisch-französischen Film Arizona Dream (1993) spielen Grace (Lili Taylor) und Axel (Johnny Depp) Russisch Roulette; als Axel gleich mehrmals abdrückt, ohne dass sich ein Schuss löst, entreisst ihm Grace die Waffe.
- Im französischen Film Léon – Der Profi (1994) spielt Mathilda (Natalie Portman) Russisch Roulette, um Léon zu zwingen sie auszubilden. Bevor der tödliche Schuss fällt, interveniert Léon.
- Im US-Film 187 – Eine tödliche Zahl (1997) spielen die beiden Protagonisten am Ende Russisch Roulette und kommen dabei ums Leben.
- In der dritten Staffel der US-Fernsehserie 24 liefert sich Jack Bauer (Kiefer Sutherland) mit Ramon Salazar im Rahmen eines Gefängnisausbruches ein Russisch Roulette.
- Im französisch-georgischen Film 13 Tzameti (2005, US-Neuverfilmung 2010: 13) gerät der Protagonist an eine Gesellschaft, die auf das Überleben von Russisch-Roulette-Spielern wettet.
- Die beiden Hauptfiguren Harry Lockhart und Perry van Shrike, verkörpert von den Schauspielern Robert Downey Jr. und Val Kilmer, spielen in der Kriminalkomödie Kiss Kiss, Bang Bang von 2005 mit einem Mann nachts vor dem Gebäude einer Psychiatrie russisches Roulette. Dabei diskutiert das unbeholfene Duo über die mathematische Wahrscheinlichkeit, ob ein Revolver mit nur einer Patrone in der Trommel eine Person möglicherweise töten kann.
- Im US-Actionthriller Der blutige Pfad Gottes 2 (2009) gibt es ein Russisch Roulette zwischen Ottilio Panza (Daniel DeSanto) und Noah MacManus (Billy Connolly).
- In ihrem Musikvideo zu Russian Roulette (2009) spielt die barbadische Sängerin Rihanna gegen einen Mann Russisch Roulette und gewinnt.
- In der US-Komödie American Pie präsentiert: Die College-Clique (2007) findet im Rahmen eines Wettstreits zwischen zwei Studentenverbindungen ein Russisch Roulette zwischen zwei Duellanten statt. Dabei schießen sich diese mit einer speziellen Pistole selbst in den Mund. Der Verlierer des Russisch Roulette erhält dabei eine Ladung Pferde-Sperma in den Mund gespritzt.
- Im US-Psychothriller Orphan – Das Waisenkind (2009) möchte ein intrigantes Mädchen mit einem tauben Mädchen Russisch Roulette spielen.
- In der US-amerikanischen schwarzhumorigen Komödie God Bless America (2011) spielen die beiden Hauptfiguren Russisch Roulette in einer entschärften Version, indem sie sich einen Spielzeugrevolver an den Kopf halten. Zündet die Patrone, zerplatzt ein Luftballon neben dem Kopf des Spielers.
- In der zweiten Folge der zweiten Staffel der spanischen Serie Haus des Geldes spielt die Protagonistin mit dem gefangenen Anführer der Gruppe Russisch Roulette.
- In Ingmar Bergmans Das Lächeln einer Sommernacht spielt Graf Carl Malcolm gegen Frederik Egerman Russisches Roulette. Egerman verliert, aber Carl Malcolm hat die Pistole mit einer Platzpatrone geladen.
- In der ersten Staffel der Anime-Serie Kagegurui spielt Yumeko Jabami mit Midari eine leidenschaftliche Runde russisch Roulette.
- In der ersten Folge der zweiten Staffel von Squid Game spielt der Anwerber zweimal russisches Roulette. Beim ersten Mal in Kombination mit Schere, Stein, Papier, wo erst eine Patrone verwendet wird und dann fünf. Beim zweiten Mal mit Gi-hun, mit lediglich einem Trommellauf.

## Sprachbilder
Die Bezeichnung „russisches Roulette spielen“ wird umgangssprachlich oft für das Ergreifen besonders risikoreicher Maßnahmen verwandt (vgl. „Mit dem Feuer spielen“ oder „Va banque spielen“). Russisch Roulette dient darüber hinaus auch als Metapher für ungerechte Zufälligkeiten:

„Das ist, als würde ein großer Krieg nicht mit einem geistigen Kräftemessen am Konferenztisch beendet werden, sondern mit einer Partie russischen Roulettes zwischen ausgewählten Gefreiten beider Seiten.“

## Varianzreduktion in Monte-Carlo-Simulationen
In der angewandten Mathematik bezeichnet „Russisch Roulette“ eine Technik der Varianzreduktion bei Monte-Carlo-Simulationen.